# إمبراطورية الأرض 2
إمبراطورية الأرض 2 (بالإنجليزية: Empire Earth II)‏ هي لعبة فيديو صدرت في 26 أبريل 2005، اللعبة من تطوير روكستار نيو انغلاند ومن نشر فيفندي جيمز.